# Baia di Dundalk
La baia di Dundalk (in inglese Dundalk Bay, in gaelico irlandese Cuan Dhún Dealgan) è un'ampia (33 km²) baia, situata sulla costa est dell'Irlanda. Consiste, fondamentalmente, in un estuario esposto. La parte interna della baia è poco profonda, sabbiosa e presenta un piano mesolitorale, sebbene, avvicinandosi alla costa, sprofondi rapidamente in un'area più profonda, situata a 2 km dall'acqua di confine e di transizione.
Principalmente è alimentata da acqua marina, sebbene molti fiumi sfocino in essa da ovest. Nell'angolo nord-occidentale della baia il fiume Castletown entra in essa tagliando la zona di transizione, mentre da sud-est il principale affluente è il Fane. Sebbene la baia consista principalmente in una piana di marea, sulla sponda occidentale c'è una non trascurabile sezione di palude d'acqua salata. Il bacino della baia è per metà coperto da centri abitati, per metà destinato all'agricoltura.